# 36 Ursae Majoris
36 Ursae Majoris is een tweevoudige ster in het sterrenbeeld Grote Beer met een spectraalklasse van F8.V en K7.Ve. De ster bevindt zich 42,22 lichtjaar van de zon. De twee sterren staan aan de hemel 2,05 boogminuten van elkaar. 